# Dommary-Baroncourt
Dommary-Baroncourt település Franciaországban, Meuse megyében. Lakosainak száma 745 fő (2022. január 1.). Dommary-Baroncourt Affléville, Avillers, Bouligny, Domremy-la-Canne, Éton, Rouvres-en-Woëvre és Spincourt községekkel határos.

## Népesség
A település népességének változása:
| Lakosok száma | 1124 | 825  | 705  | 806  | 783  | 764  | 737  | 731  | 723  | 745  |
|               | 1968 | 1982 | 1990 | 2006 | 2013 | 2015 | 2017 | 2019 | 2020 | 2022 |